# 伊東甲子太郎
伊東 甲子太郎（いとう かしたろう / いとう きねたろう、天保5年12月3日〈1835年1月1日〉- 慶応3年11月18日〈1867年12月13日〉）は、幕末の新選組参謀、文学師範、御陵衛士（高台寺党）盟主。
名前の読みについては、同時代の史料に「樫次郎」と表記されたものがあることから、「かしたろう」とされるが、「きねたろう」とする説もある。

## 生涯

### 出自
天保5年12月3日（1835年1月1日）、常陸志筑藩士（郷目付）鈴木専右衛門忠明の長男として生まれる。初名は大蔵。父・忠明が家老とのいさかいによって隠居した後、大蔵が家督を相続したものの、のちに忠明の借財が明らかになったことから家名断絶となり、一家は領外へ追放される。
大蔵は水戸へ遊学し、水戸藩士・金子健四郎に剣術（神道無念流剣術）を学び、また、水戸学を学んで勤王思想に傾倒する。追放後の父・忠明は高浜村東大橋（現・石岡市高浜）で村塾（俊塾）を主宰し、帰郷した大蔵も教授に当たった。のちに江戸深川中川町の北辰一刀流剣術伊東道場に入門するが、道場主の伊東誠一郎に力量を認められて婿養子となり、伊東大蔵と称した。元治元年8月当時水戸藩戸田銀次郎の家来であり、妻の名前は「みつ」といい、「えい」という娘がいたことが記録されている。住み込みの門人として内海二郎、金澤鎗次郎らの名前が残っている。

### 新選組
元治元年（1864年）10月、同門の藤堂平助の仲介で新選組に加盟。同年11月、弟の鈴木三樹三郎、盟友の篠原泰之進や加納鷲雄、服部武雄、門人の内海二郎や中西昇らと共に上洛。この時から、上洛の年（甲子）にちなんで伊東甲子太郎と称する。参謀兼文学師範に任じられる。容姿端麗で巧みな弁舌から、伊東に対する人望は高かったと伝わる。しかし、伊東と新選組は攘夷という点では結ばれていたが、新選組は佐幕派で、勤王（倒幕）を説こうとする方針をめぐり密かに矛盾が生じていた。

### 御陵衛士
西国遊説を終えて、慶応3年3月20日（1867年4月24日）、薩摩藩の動向探索と御陵警備任務の拝命を名目に新選組を離脱し、篠原や鈴木など同志14名とともに御陵衛士を結成する。東山高台寺の月真院を本拠地としたため、高台寺党とも呼ばれた。しかし、新選組内で失脚しつつあった武田観柳斎らの御陵衛士加盟の要望は拒絶している。このころから、伊東摂津と称する。

### 暗殺

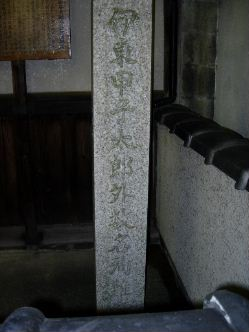
伊東甲子太郎殉難の地碑（本光寺）

近江屋事件から3日後の慶応3年11月18日（1867年12月13日）、伊東は近藤に呼ばれ妾宅にて接待を受ける。酔わされた伊東は、帰途にあった油小路の本光寺門前にて待ち伏せしていた新選組隊士の大石鍬次郎らによって暗殺された（油小路事件）。享年34。
伊東は「奸賊ばら」と叫んで絶命したと伝わる。酒に酔わせたうえでの暗殺を企んだのは、北辰一刀流の道場主であった伊東の剣技を警戒したためと思われる。伊東の遺体は路上に放置され、御陵衛士を誘い出す囮として使われた。あとで収容に来た御陵衛士たちは待ち伏せていた新選組と戦闘となり、これにより藤堂平助らが戦死している。
墓所は、京都市東山区の戒光寺。慶応4年（1868年）3月13日、御陵衛士により京都市下京区の光縁寺から改葬された。

## 備考
- 深川中川町の伊東道場は盛んで塾生や門下生が多く、小旗本程度の規模を誇ったとされる。
- 慶応3年（1867年）に4通の建白書を朝廷に提出している。大政奉還の行われた直後の3通目の建白書では、公家中心の新政府を作り、一和同心をスローガンに広く天下から人材を求め、畿内5ヶ国を新政府の直轄領とする、国民皆兵などを提唱している。また、1通目の建白書では神戸開港反対を唱えていたが、3通目では「大開国、大強国」を唱え、積極的開国による富国強兵策に近い考え方を示している（ただし、神戸開港は孝明天皇の遺志に反するとしてあくまでも反対している。また、暗殺時の懐に5通目の草稿があり、同時代の記録によるとほとんど3通目の写しに近く、この案で近藤を説得しようとしていたといわれている。当時の一級資料「鳥取藩慶応丁卯筆記」では、薩摩藩の吉井幸輔が越前藩の中根雪江 に、この建白を「いちいち尤も」と言っていたと記されている）。また、吉井は益満休之助・伊牟田尚平宛の書簡で「坂本龍馬石川清之助（中岡慎太郎のこと）伊東甲子太郎杯暗殺ニ逢ひ残念之至ニ御座候」と伊東の死を残念だと述べている[5]。
- この建白書を、松浦玲は「徳川家をも政権に参加させるという内容は坂本龍馬に近い穏健な思想で、公家をトップにすること、畿内5ヶ国を直轄領にすることなどは非常にユニークな意見である」と評している。また、市居浩一は「巷説、伊東が薩摩に通謀したと言われているのが全く誤りであることは、伊東と薩摩が連絡を取った証拠が皆無に等しいこと、この建白書の内容が薩摩の武力倒幕派と全く違う意見であることからも歴然としている」と指摘している。
- 伊東は新選組離脱後、同志に英語を学ばせている。
- 明治後、伊東暗殺の実行犯である大石はその罪により死罪となり、さらに相馬主計も嫌疑をかけられ、新島に流されている。
- 大正7年（1918年）に従五位を贈位され、昭和7年（1932年）4月には靖国神社へ合祀されている。
- 伊東の加盟を近藤勇は歓迎したが、土方歳三は策士として警戒したと伝わる。山南敬助の切腹に対し、伊東は4首の和歌を詠んでいる。
- 「樫次郎」と表記されているが、慶応3年当時、「至而人物」という噂が聞こえていた[6]。
- 養嗣子の鈴木新（兵庫県巡査）の墓所は神戸市兵庫区の大黒天福海寺にある。
- 池田屋事件の翌年に江戸で隊士を募集するなど勢力拡大に動いた帰路に草津に宿泊したが、宿の大福帳には「伊藤」と表記されていた。